# 五島茂
五島 茂（ごとう しげる、1900年12月5日 - 2003年12月19日）は、日本の歌人、経済史学者。東京外国語大学教授、明治大学教授、亜細亜大学教授を歴任。立春短歌会を妻の美代子と主宰。

## 経歴
歌人・石榑千亦の三男として東京府東京市京橋区に生まれる。1907年区立常盤小学校に入学し、この頃から父の手ほどきで歌を作り始め、自宅が発行所であった『心の花』に発表する。1918年東京府立第一中学校（現東京都立日比谷高等学校）を卒業し、第八高等学校に入学、名古屋に移る。島木赤彦に師事し、アララギ会員となる。小杉茂の名前で短歌を発表。1921年東京帝国大学（現 東京大学）経済学部に入学。1923年本位田祥男教授の元でロバート・オウエンを研究し始める。1924年、歌人の木下利玄に会い、また東大聴講生であった五島美代子と出会う。1925年に急篤の木下利玄から歌集の編集・刊行を託される。この年に佐佐木信綱の媒酌で五島美代子と結婚し、五島姓となる。
1928年2月から『短歌雑誌』に「短歌革命の進展」を8回に亘って連載し、マルクス主義的立場から当時の歌壇を批判した。新しい短歌運動をめざし同年9月に前川佐美雄らと新興歌人連盟を結成するが、思想的な対立から12月に解散した。1929年に歌誌『突端』を創刊、『石榑茂歌集』刊行、この年から大阪商科大学で教鞭をとる。昭和初期の短歌革新運動の道筋を開いた五島茂であったが、『突端』は半年後に廃刊となり、短歌活動を断念する。1931年から英国でオウエンを研究し、1933年にドイツ、フランス、スイス、イタリアを経由して帰国する。1938年に再び短歌を志し、美代子と短歌雑誌『立春』を創刊、主宰する。1940年、第二歌集『海図』を刊行する。1943年大阪商大を辞職、綿スフ統制会に勤務（1947年まで）。
1947年、専修大学教授となり、1948年には皇太子明仁の作歌指導を任ぜられる。1949年、論文『ロバアト、オウエンの研究』で経済学博士の学位を取得。1950年に長女が急逝。1956年、現代歌人協会創立にあたって初代理事長となる。東京外国語大学、明治大学の教授を歴任。1968年9月より翌年1月までハワイ大学客員教授として短歌史を講義。1971年明治大学を退職し、亜細亜大学経済学部教授となる。1974年勲三等瑞宝章受章。1978年美代子が没する。
1981年、「展く」「遠き日の霧」「無明長夜」で第4回現代短歌大賞受賞。1995年には宮中歌会始の召人も務めた。1998年に『立春』終刊号（562号）を刊行した。
2003年に東京都港区の病院で死去。103歳の長寿を保った。葬儀は町屋斎場で開かれ、葬儀委員長は思想史家の都築忠七が務めた。

## 家族
- 実父・石榑千亦（いしくれちまた、1869―1942） - 歌人。本名・辻五郎。愛媛県に生まれ、金刀比羅宮が1884年に開校した明道黌を卒業後、1893年に佐佐木信綱に師事、生涯信綱を補佐した。1889年設立時より大日本帝国水難救済会終生常任理事。[21][22]
- 母・しん[2]
- 長兄・石榑利寿 - NHK局員[23]
- 養父・五島清太郎 - 妻の父。
- 妻・五島美代子 - 歌人
- 長女・五島ひとみ- 大手前高等女学校、東京女子高等師範学校を経て、東京大学入学、戦後最初の女性東大生として『アサヒグラフ』の表紙を飾ったが、その後まもなく自死した[24][25]。
- 二女・加茂いずみ - 大蔵官僚・加茂文治の妻

## 経済学史関係著書

### 著作
- ロバアト・オウエン 三省堂 1934
- 学術論文の書き方 甲文堂書店 1934
- イギリス産業革命社会史研究 日本評論社 1949
- 経済史 三和書房 1951
- ロバアト・オウエン著作史 東洋書店 1974（大阪商科大学研究叢書）

### 翻訳
- ロバアト・オウヱン自叙伝 本位田祥男共訳 日本評論社 1928 のち単独訳「オウエン自叙伝」岩波文庫
- ユートピアだより ウィリアム・モリス（世界の名著）中央公論社 1971 のち中公クラシックス

## 短歌関係著作

### 歌集・短歌論
- 石榑茂歌集 日本評論社 1929 NDL
- 現代人のための短歌の作り方（石榑茂）三省堂 1935（1949年増補改訂版）NDL
- 海図 歌集 甲鳥書林 1940 NDL
- 新しき短歌論 第一書房 1942 NDL
- 気象 歌集 白玉書房 1960 NDL
- 五島茂歌集・五島美代子歌集 五月書房 1976 NDL
- 展く 歌集 白玉書房 1979 NDL
- 遠き日の霧 歌集 白玉書房 1980 NDL
- 無明長夜 歌集 石川書房 1980 NDL
- 夢しげく 歌集 短歌新聞社 1982 NDL
- 木下利玄の秀歌 短歌新聞社 1986 NDL - 編「木下利玄全歌集」岩波文庫 NDL
- 持続 歌集 石川書房 1987 NDL
- 春ふくむ風 歌集 石川書房 1990（『定本五島茂全歌集』所収）
- 定本五島茂全歌集 石川書房 1990 NDL
- 最後のピエタ 歌集 短歌新聞社 1996 CiNii

### 編集
- 定本木下利玄全集 臨川書店 1977 NDL
- 五島美代子全歌集 短歌研究社 1963 NDL
- 定本五島美代子全歌集 短歌新聞社 1983 NDL